# کیتی چپمن
کیتی چپمن (انگلیسی: Katie Chapman؛ زادهٔ ۱۵ ژوئن ۱۹۸۲) یک بازیکن فوتبال اهل بریتانیا است.
از باشگاه‌هایی که در آن بازی کرده‌است می‌توان به شیکاگو رد استارز اشاره کرد.
وی سابقه بازی در تیم ملی بانوان انگلیس را دارد.